# Černuc
Černuc (en allemand : Tschernutz) est une commune du district de Kladno, dans la région de Bohême-Centrale, en République tchèque. Sa population s'élevait à 960 habitants en 2020.

## Géographie
Černuc se trouve à 4 km au nord-ouest de Velvary, à 20 km au nord-est de Kladno et à 31 km au nord-ouest du centre de Prague.
La commune est limitée par Bříza et Loucká au nord, par Chržín à l'est, par Velvary à l'est et au sud, et par Hobšovice et Hospozín à l'ouest.

## Histoire
La première mention écrite du village date de 1302.

## Administration
La commune se compose de quatre quartiers :
- Bratkovice
- Černuc
- Miletice
- Nabdín